# Ulwembua
Genre
Ulwembua est un genre d'araignées aranéomorphes de la famille des Cyatholipidae.

## Distribution
Les espèces de ce genre se rencontrent en Afrique du Sud, à Madagascar et en Tanzanie.

## Liste des espèces
Selon World Spider Catalog (version 16.0, 26/02/2015) :
- Ulwembua antsiranana Griswold, 1997
- Ulwembua denticulata Griswold, 1987
- Ulwembua nigra Griswold, 2001
- Ulwembua outeniqua Griswold, 1987
- Ulwembua pulchra Griswold, 1987
- Ulwembua ranomafana Griswold, 1997
- Ulwembua usambara Griswold, 2001

## Publication originale
- Griswold, 1987 : A review of the southern African spiders of the family Cyatholipidae Simon, 1894 (Araneae: Araneomorphae). Annals of the Natal Museum, vol. 28, no 2, p. 499-542 (« texte intégral »(Archive.org • Wikiwix • Archive.is • Google • Que faire ?)).